# Пунта-Горда
Пунта-Горда (англ. Punta Gorda) — місто в південній частині Белізу. Адміністративний центр округу Толедо. Найзначніше місто півдня країни, розташоване на березі Карибського моря. Риболовецький порт. Є маленький аеропорт, який приймає місцеві рейси. Населення за даними перепису 2010 року становить 5 205 осіб. З етнічної точки зору населення представлено головним чином гарифуна, креолами та індіанцями.

## Галерея

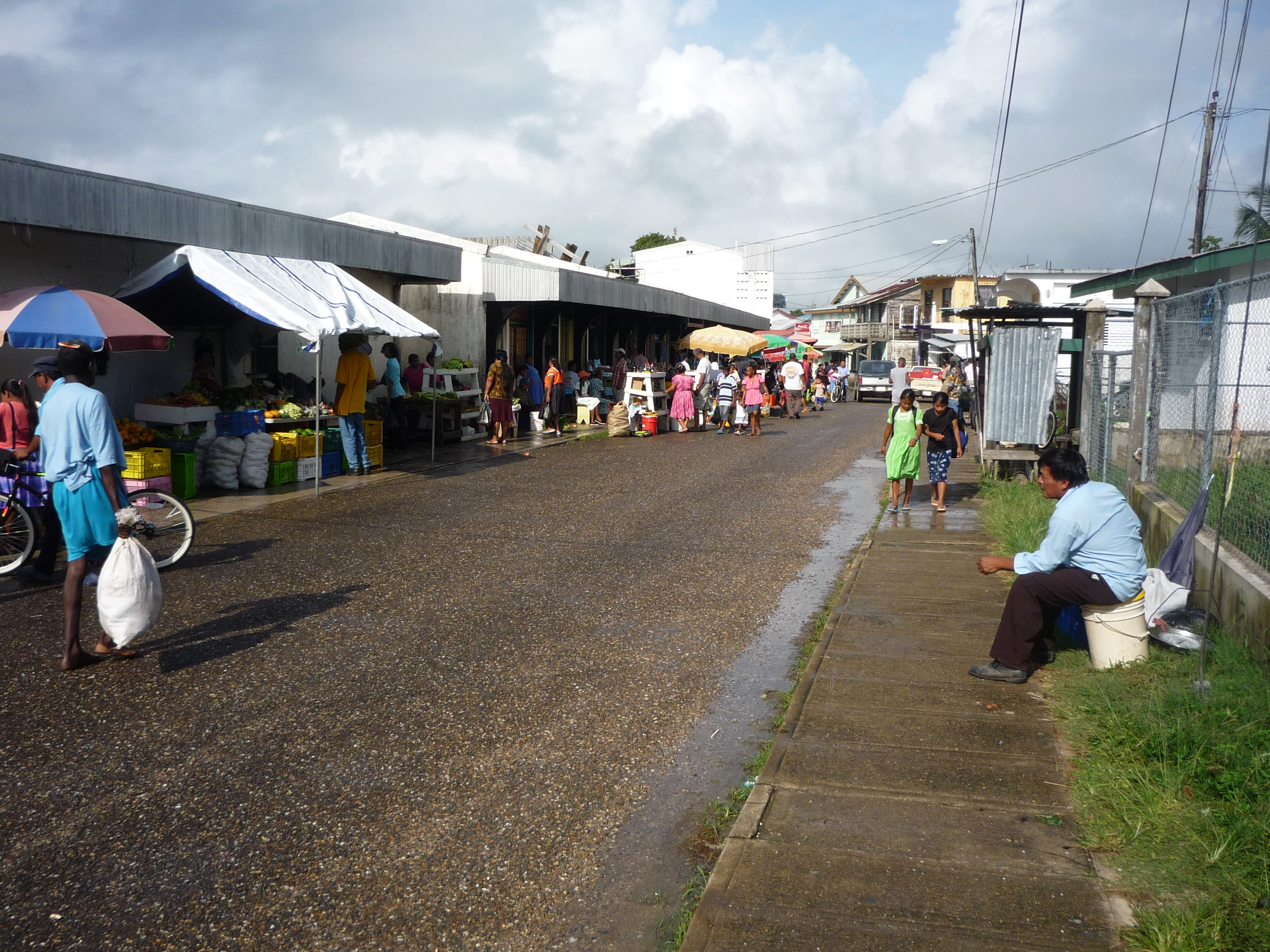
Міський ринок
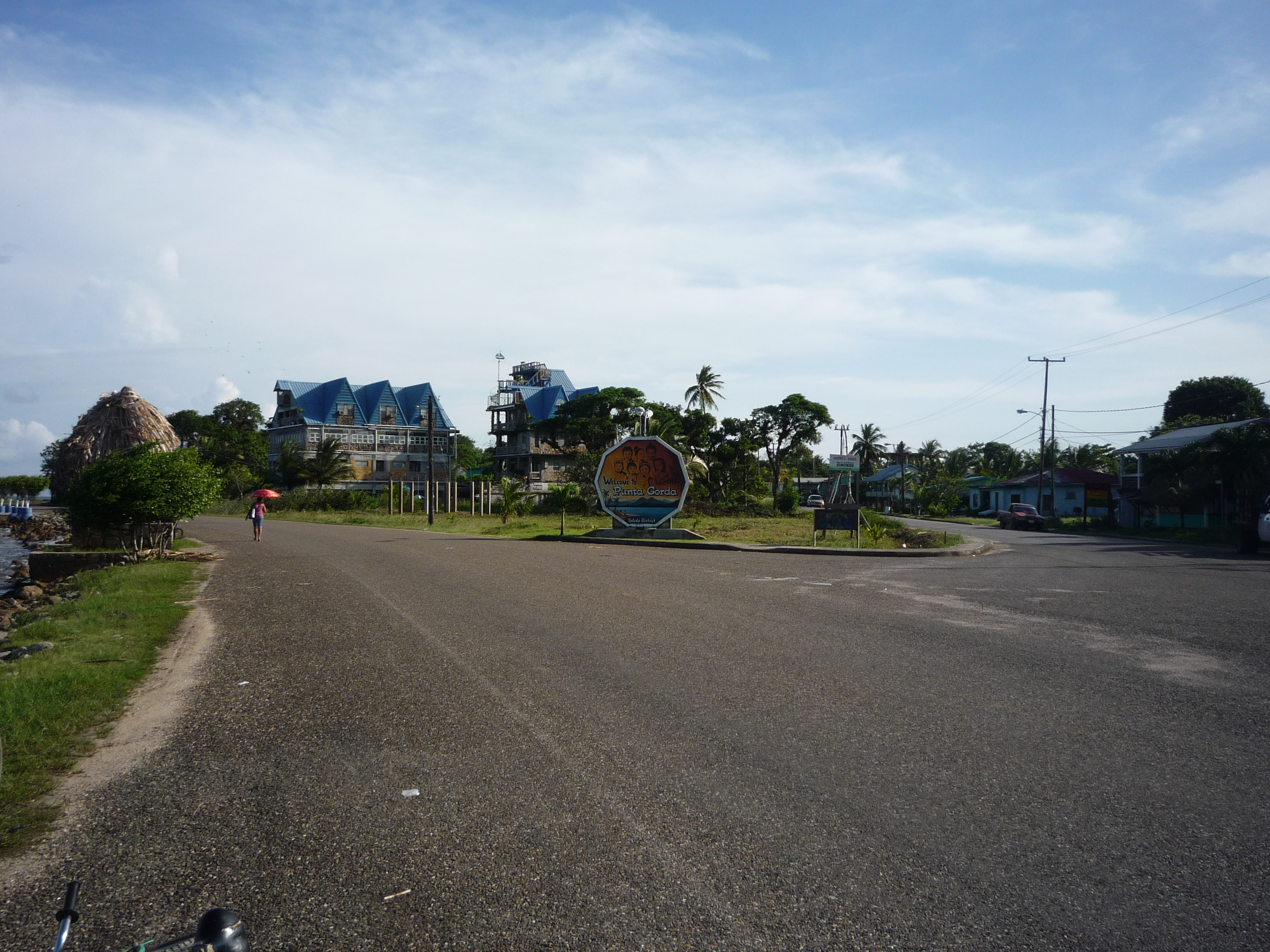
В'їзд в місто